# Valrubicin
Valrubicin (N -trifluoroacetyladriamycin-14-valates, tên thương mại Valstar) là một loại thuốc hóa trị được sử dụng để điều trị ung thư bàng quang. Valrubicin là một chất tương tự bán tổng hợp của anthracycline doxorubicin, và được tiêm trực tiếp vào bàng quang.
Ban đầu nó được đưa ra như Valstar ở Mỹ vào năm 1999 cho intravesical trị của Bacille Calmette-Guérin (BCG) -refractory ung thư biểu mô tại chỗ của bàng quang tiết niệu ở những bệnh nhân mà cystectomy sẽ được liên kết với không thể chấp nhận bệnh tật hoặc tử vong; tuy nhiên, nó đã bị rút tự nguyện vào năm 2002 do vấn đề sản xuất. Valstar đã được khởi chạy lại vào ngày 3 tháng 9 năm 2009.

## Tác dụng phụ
- Máu trong nước tiểu
- Không kiểm soát
- đi tiểu đau hoặc khó khăn
- Đi tiểu thường xuyên